# W Virginis
W Virginis (W Vir, HD 116802, HIP 65531) – gwiazda zmienna w konstelacji Panny, odległa o ok. 11 000 lat świetlnych od Słońca. Odkryta w 1866 przez niemieckiego astronoma Eduarda Schönfelda.
W Virginis jest żółtym olbrzymem i prototypem cefeid typu II, a dokładniej grupy tych cefeid zwanych typem W Virginis, który grupuje cefeidy z okresem 10–20 dni. Zewnętrzne warstwy atmosfery gwiazdy pulsują ze średnim okresem 17,2736 dnia. Stuletnie obserwacje obiektu wskazują, że okres ten ma tendencje wzrostową. Podczas pulsacji jej jasność wzrasta o 1,2m, a rozmiar – prawie dwukrotnie.